# 美味旬感
『美味旬感』（びみしゅんかん）は、テレビ朝日で2009年4月5日から2013年6月29日まで放送されていたミニ番組である。サントリーウェルネスの一社提供。

## 番組概要
全国各地にある旬の食材をカメラマン達が一番おいしい瞬間（旬感）を撮影していく。ナレーションはない。また、当番組ではカメラマンのことを撮る人と表記している。

## 放送時間
| 放送期間   | 放送期間   | 放送時間（JST）             | 備考                                                  |
| ---------- | ---------- | --------------------------- | ----------------------------------------------------- |
| 2009.04.05 | 2011.09.25 | 日曜日 11:45 - 11:50（5分） |                                                       |
| 2011.10.02 | 2012.03.25 | 日曜日 13:55 - 14:00（5分） | サンデースクランブルの放送時間拡大に伴い130分繰り下げ |
| 2012.04.07 | 2013.06.29 | 土曜日 09:55 - 10:00（5分） |                                                       |

## 撮る人
- 植松千波
- 福田喜一
- 城山勇治
- 増森健
- 阿部了

## 放送局
放送開始当初地上波では関東ローカルでの放送だったが、2010年10月3日から朝日放送とメ〜テレでも放送を開始し、同系列4局も放送された。2012年4月7日よりローカルセールス枠へ移動した。
| 対象対象地域 | 放送局       | 系列           | 放送終了日    | 放送日時            | 備考      |
| ------------ | ------------ | -------------- | ------------- | ------------------- | --------- |
| 関東広域圏   | テレビ朝日   | テレビ朝日系列 | 2013年6月29日 | 土曜日9:55 - 10:00  | 制作局    |
| 近畿広域圏   | 朝日放送     | テレビ朝日系列 | 2013年6月30日 | 日曜日13:55 - 14:00 | 1日遅れ   |
| 中京広域圏   | メ〜テレ     | テレビ朝日系列 | 2013年6月30日 | 日曜日13:55 - 14:00 | 1日遅れ   |
| 沖縄県       | 琉球朝日放送 | テレビ朝日系列 |               | 日曜日13:55 - 14:00 | 168日遅れ |
| 長野県       | 長野朝日放送 | テレビ朝日系列 | 2013年6月28日 | 金曜日18:55 - 19:00 | 不明      |
| 山形県       | 山形テレビ   | テレビ朝日系列 | 2013年7月13日 | 土曜日15:55 - 16:00 | 不明      |
| 日本全国     | BS朝日       | BSデジタル放送 | 2013年7月06日 | 土曜日20:54 - 21:00 | 6日遅れ   |

### かつての放送局
- 北陸朝日放送（2010年2月14日 - 3月2日）